# Stars
Pour les articles homonymes, voir Star.
Stars est un groupe de pop indépendante canadien, originaire de Toronto, en Ontario. Il est formé par Torquil Campbell (chant) et Chris Seligman (claviers), le groupe s'était installé à New York avant de rejoindre Montréal, au Québec.
À l'origine plus porté vers l'électro-pop (Nightsongs), Stars devient ensuite un groupe de pop-rock avec l'ajout dans les deux derniers albums de Amy Millan (chant), et de Evan Cranley (basse) ; puis de Pat McGee (batterie) (depuis Set Yourself on Fire sorti en 2005).

## Biographie
Le premier single de Stars est Ageless Beauty, tiré de l'album Set Yourself on Fire, album sorti au Canada en 2004. Il fallut attendre la sortie du disque aux États-Unis d'Amérique (8 mars 2005) pour entendre les premières louanges de la part des critiques.
L'album est sorti en France en septembre 2005.
Millan et Cranley sont également membres du groupe Broken Social Scene présent sur le même label que Stars, Arts & Crafts. Millan sort un album solo en 2006 sur ce même label. Tandis que l'on a pu voir Campbell comme acteur sur des séries télévisées telles que Sex and the City et New York, police judiciaire (Law and Order).
Certains morceaux du groupe, comme The Vanishing, Your Ex-Lover Is Dead, et The Big Fight, sont apparus dans les émissions de télévision américaine et canadienne Newport Beach et Degrassi: The Next Generation. Influencé par Berlioz, Outkast, Paddy McAloon, New Order, The Smiths, Brian Wilson, Momus, et bien sur, Broken Social Scene. Ils reprennent This Charming Man de The Smiths, sur l'album Nightsongs, sorti en 2001, et Fairytale of New York de The Pogues, en 2006. Stars a conçu un t-shirt pour le Yellow Bird Project pour recueillir des fonds pour Le Chaînon[Quand ?].
En 2013, Stars joue au Coachella Valley Music and Arts Festival, puis au Field Trip Arts & Crafts Music Festival.
Stars publie un septième album, intitulé No One Is Lost, le 14 octobre 2014.
Le 1er janvier 2017, Stars participe au CBC's The Strombo Show's Hip 30. Le 18 juin 2017, Stars annonce la sortie d'un nouvel album, et de deux singles - Privilege et We Called it Love.

## Discographie

### Albums studio
- 2001 : Nightsongs
- 2003 : Heart
- 2004 : Set Yourself on Fire
- 2007 : In Our Bedroom after the War
- 2010 : The Five Ghosts
- 2012 : The North
- 2017 : Fluorescent Light
- 2022 : From Capelton Hill

### EP et singles
- 2001 : A Lot of Little Lies For the Sake of One Big Truth  (EP)
- The Comeback (EP)
- 2002 : Dead Child Stars (EP)
- 2004 : Petite Mort b/w What The Snowman Learned About Love (Montag Remix) (7")
- 2005 : Ageless Beauty b/w Petite Mort (CD-single)
- 2005 : Your Ex-Lover Is Dead b/w Fairytale of New York (CD-single)
- 2008 : Sad Robots (EP)

### Participations
- 2000 : Reproductions: Songs of the Human League - avec la chanson Stay With Me Tonight
- 2004 : Siblings Soundtrack - avec la chanson Golden Chain
- 2005 : Arts and Crafts - Adventures In Advertising - avec la chanson Ageless Beauty (Most Serene Mix)
- 2005 : Music from the OC: Mix 5 - avec la chanson Your Ex Lover is Dead

## Distinctions
- 2004 : Heart - nommé (album alternatif de l'année pour le Prix Juno
- 2005 : Set Yourself on Fire -  nommé (album alternatif de l'année pour le Prix Juno